# Geneston
Geneston település Franciaországban, Loire-Atlantique megyében. Lakosainak száma 3691 fő (2022. január 1.). Geneston Le Bignon, La Chevrolière, Montbert, Saint-Colomban, Saint-Philbert-de-Grand-Lieu és Saint-Philbert-de-Bouaine községekkel határos.

## Népesség
A település népességének változása:
| Lakosok száma | 952  | 1595 | 1958 | 3233 | 3628 | 3636 | 3641 | 3677 | 3688 | 3691 |
|               | 1968 | 1982 | 1990 | 2006 | 2013 | 2015 | 2017 | 2019 | 2020 | 2022 |